# Lamar Hunt U.S. Open Cup 2012
La Lamar Hunt U.S. Open Cup 2012 è stata la novantanovesima edizione della coppa nazionale statunitense. È iniziata il 15 maggio 2012 e si è conclusa l'8 agosto 2012.
Il torneo è stato vinto dallo Sporting Kansas City che ha battuto in finale il Seattle Sounders per 3-2 dopo i calci di rigore.

## Squadre partecipanti

### MLS
- Chicago Fire
- Chivas USA
- Colorado Rapids
- Columbus Crew
- D.C. United
- FC Dallas
- Houston Dynamo
- LA Galaxy

- N.E. Revolution
- N.Y. Red Bulls
- Philadelphia Union
- Portland Timbers
- Real Salt Lake
- S.J. Earthquakes
- Seattle Sounders
- Sporting K.C.

### NASL
- Atlanta Silverbacks
- Carolina RailHawks
- Ft. Lauderdale Strikers

- Minnesota Stars
- S.A. Scorpions
- T.B. Rowdies

### USL Pro
- Charleston Battery
- Charlotte Eagles
- Dayton Dutch Lions
- Harrisburg City I.
- Los Angeles Blues

- Orlando City
- Pittsburgh Riverhounds
- Richmond Kickers
- Rochester Rhinos
- Wilmington Hammerheads

### NPSL
- Brooklyn Italians
- FC Sonic Lehigh Valley
- Fullerton Rangers

- Georgia Revolution
- Jacksonville United
- Milwaukee Bavarians

### PDL
- Carolina Dynamo
- Chicago Fire Premier
- Des Moines Menace
- El Paso Patriots
- C.V. Fuego
- GPS Portland Phoenix
- Kitsap Pumas
- Laredo Heat

- Michigan Bucks
- Mississippi Brilla
- Orlando City U23
- Portland Timbers U23
- Reading Utd
- Real Colorado Foxes
- L.I. Rough Riders
- Ventura C.F.

### USASA
- Aegean Hawks
- ASC New Stars
- Cal FC
- Croatian Eagles
- Jersey Shore Boca

- KC Athletics
- N.Y. Greek American
- North Texas Rayados
- PSA Elite

### USCS
- SU Turlock Express

## Date
| Turno            | Data              |
| ---------------- | ----------------- |
| Primo turno      | 15 maggio 2012    |
| Secondo turno    | 22 maggio 2012    |
| Terzo turno      | 29-30 maggio 2012 |
| Quarto turno     | 5 giugno 2012     |
| Quarti di finale | 26 giugno 2012    |
| Semifinali       | 11 luglio 2012    |
| Finale           | 8 agosto 2012     |

## Risultati
Fonte: TheCup.us

### Primo turno
Si è giocato martedì 15 maggio 2012.
| Squadra 1              | Risultato   | Squadra 2           |
| ---------------------- | ----------- | ------------------- |
| Aegean Hawks           | 3 - 1       | Carolina Dynamo     |
| GPS Portland Phoenix   | 2 - 3       | Brooklyn Italians   |
| FC Sonic Lehigh Valley | 0 - 2       | L.I. Rough Riders   |
| Reading Utd            | 2 - 1       | N.Y. Greek American |
| Real Colorado Foxes    | 1 - 3       | KC Athletics        |
| Orlando City U23       | 1 - 2       | Jacksonville United |
| Michigan Bucks         | 6 - 0       | Jersey Shore Boca   |
| Chicago Fire Premier   | 1 - 0       | Croatian Eagles     |
| SU Turlock Express     | 0 - 2       | C.V. Fuego          |
| Milwaukee Bavarians    | 1 - 3 (dts) | Des Moines Menace   |
| Georgia Revolution     | 1 - 0 (dts) | Mississippi Brilla  |
| Kitsap Pumas           | 1 - 3       | Cal FC              |
| Portland Timbers U23   | 1 - 3       | PSA Elite           |
| Fullerton Rangers      | 2 - 6 (dts) | Ventura C.F.        |
| Laredo Heat            | 4 - 2 (dts) | ASC New Stars       |
| El Paso Patriots       | 3 - 1       | North Texas Rayados |

### Secondo turno
Si è disputato martedì 22 maggio 2012.
| Squadra 1               | Risultato   | Squadra 2           |
| ----------------------- | ----------- | ------------------- |
| Aegean Hawks            | 0 - 4       | Richmond Kickers    |
| Rochester Rhinos        | 3 - 0       | Brooklyn Italians   |
| Harrisburg City I.      | 2 - 0       | L.I. Rough Riders   |
| Charleston Battery      | 2 - 1       | Reading Utd         |
| Orlando City            | 7 - 0       | KC Athletics        |
| Jacksonville United     | 0 - 3       | T.B. Rowdies        |
| Pittsburgh Riverhounds  | 0 - 1       | Michigan Bucks      |
| Chicago Fire Premier    | 1 - 2       | Dayton Dutch Lions  |
| Ft. Lauderdale Strikers | 7 - 2       | C.V. Fuego          |
| Des Moines Menace       | 0 - 2       | Minnesota Stars     |
| Georgia Revolution      | 0 - 1       | Atlanta Silverbacks |
| Wilmington Hammerheads  | 0 - 4       | Cal FC              |
| Carolina RailHawks      | 6 - 0       | PSA Elite           |
| Los Angeles Blues       | 1 - 3 (dts) | Ventura C.F.        |
| S.A. Scorpions          | 2 - 0       | Laredo Heat         |
| El Paso Patriots        | 0 - 1       | Charlotte Eagles    |

### Terzo turno
Si è svolto martedì 29 e mercoledì 30 maggio 2012.
| Squadra 1          | Risultato       | Squadra 2               |
| ------------------ | --------------- | ----------------------- |
| Richmond Kickers   | 1 - 2 (dts)     | D.C. United             |
| Philadelphia Union | 3 - 0           | Rochester Rhinos        |
| Harrisburg City I. | 3 - 3 (4-3 dcr) | N.E. Revolution         |
| Charleston Battery | 0 - 3           | N.Y. Red Bulls          |
| Sporting K.C.      | 3 - 2           | Orlando City            |
| T.B. Rowdies       | 1 - 3           | Colorado Rapids         |
| Michigan Bucks     | 3 - 2 (dts)     | Chicago Fire            |
| Columbus Crew      | 1 - 2           | Dayton Dutch Lions      |
| S.J. Earthquakes   | 2 - 1           | Ft. Lauderdale Strikers |
| Real Salt Lake     | 1 - 3           | Minnesota Stars         |
| Seattle Sounders   | 5 - 1           | Atlanta Silverbacks     |
| Portland Timbers   | 0 - 1 (dts)     | Cal FC                  |
| Carolina RailHawks | 2 - 1           | LA Galaxy               |
| Ventura C.F.       | 0 - 1           | Chivas USA              |
| S.A. Scorpions     | 1 - 0           | Houston Dynamo          |
| FC Dallas          | 0 - 2           | Charlotte Eagles        |

### Quarto turno
Si è disputato martedì 5 giugno 2012.
| Squadra 1          | Risultato   | Squadra 2          |
| ------------------ | ----------- | ------------------ |
| D.C. United        | 1 - 2 (dts) | Philadelphia Union |
| Harrisburg City I. | 3 - 1 (dts) | N.Y. Red Bulls     |
| Sporting K.C.      | 2 - 0       | Colorado Rapids    |
| Michigan Bucks     | 1 - 2 (dts) | Dayton Dutch Lions |
| S.J. Earthquakes   | 1 - 0       | Minnesota Stars    |
| Seattle Sounders   | 5 - 0       | Cal FC             |
| Carolina RailHawks | 1 - 2       | Chivas USA         |
| S.A. Scorpions     | 1 - 2 (dts) | Charlotte Eagles   |

### Tabellone
|  | Quarti di finale   | Quarti di finale   | Quarti di finale |                  |                     | Semifinali          | Semifinali | Semifinali |  |  | Finale | Finale | Finale |  |
|  |                    |                    |                  |                  |                     |                     |            |            |  |  |        |        |        |  |
|  | Philadelphia Union | Philadelphia Union | 5                |                  |                     |                     |            |            |  |  |        |        |        |  |
|  | Philadelphia Union | Philadelphia Union | 5                |                  |                     |                     |            |            |  |  |        |        |        |  |
|  | Harrisburg City I. | Harrisburg City I. | 2                |                  |                     |                     |            |            |  |  |        |        |        |  |
|  | Harrisburg City I. | Harrisburg City I. | 2                |                  | Philadelphia Union  | Philadelphia Union  | 0          |            |  |  |        |        |        |  |
|  |                    |                    |                  |                  | Philadelphia Union  | Philadelphia Union  | 0          |            |  |  |        |        |        |  |
|  |                    |                    | Sporting K.C.    | Sporting K.C.    | 2                   |                     |            |            |  |  |        |        |        |  |
|  | Sporting K.C.      | Sporting K.C.      | Sporting K.C.    | Sporting K.C.    | 2                   | 3                   |            |            |  |  |        |        |        |  |
|  | Sporting K.C.      | Sporting K.C.      |                  |                  |                     |                     |            |            |  |  |        |        |        |  |
|  | Dayton Dutch Lions | Dayton Dutch Lions | 0                |                  |                     |                     |            |            |  |  |        |        |        |  |
|  | Dayton Dutch Lions | Dayton Dutch Lions | 0                |                  | Sporting K.C. (dtr) | Sporting K.C. (dtr) | 1 (3)      |            |  |  |        |        |        |  |
|  |                    |                    |                  |                  |                     |                     |            |            |  |  |        |        |        |  |
|  |                    |                    | Seattle Sounders | Seattle Sounders | 1 (2)               |                     |            |            |  |  |        |        |        |  |
|  | S.J. Earthquakes   | S.J. Earthquakes   | Seattle Sounders | Seattle Sounders | 1 (2)               | 0                   |            |            |  |  |        |        |        |  |
|  | S.J. Earthquakes   | S.J. Earthquakes   |                  |                  |                     |                     |            |            |  |  |        |        |        |  |
|  | Seattle Sounders   | Seattle Sounders   | 1                |                  |                     |                     |            |            |  |  |        |        |        |  |
|  | Seattle Sounders   | Seattle Sounders   | 1                |                  | Seattle Sounders    | Seattle Sounders    | 4          |            |  |  |        |        |        |  |
|  |                    |                    |                  |                  | Seattle Sounders    | Seattle Sounders    | 4          |            |  |  |        |        |        |  |
|  |                    |                    | Chivas USA       | Chivas USA       | 1                   |                     |            |            |  |  |        |        |        |  |
|  | Chivas USA         | Chivas USA         | Chivas USA       | Chivas USA       | 1                   | 2                   |            |            |  |  |        |        |        |  |
|  | Chivas USA         | Chivas USA         |                  |                  |                     |                     |            |            |  |  |        |        |        |  |
|  | Charlotte Eagles   | Charlotte Eagles   | 1                |                  |                     |                     |            |            |  |  |        |        |        |  |

Fonte: TheCup.us

### Quarti di finale
Si sono giocati martedì 26 giugno 2012.
| Squadra 1          | Risultato | Squadra 2          |
| ------------------ | --------- | ------------------ |
| Philadelphia Union | 5 - 2     | Harrisburg City I. |
| Sporting K.C.      | 3 - 0     | Dayton Dutch Lions |
| S.J. Earthquakes   | 0 - 1     | Seattle Sounders   |
| Chivas USA         | 2 - 1     | Charlotte Eagles   |

### Semifinali
Si sono disputate mercoledì 11 luglio 2012.
| Squadra 1          | Risultato | Squadra 2     |
| ------------------ | --------- | ------------- |
| Philadelphia Union | 0 - 2     | Sporting K.C. |
| Seattle Sounders   | 4 - 1     | Chivas USA    |

### Finale
| Arbitro: | Ricardo Salazar |

|                                      |                      |                                    |
| Kamara 84’ (rig.)                    | Marcatori            | 86’ Scott                          |
| Kamara Espinoza Besler Zusi Nagamura | Tiri di rigore 3 – 2 | Evans Burch Alonso Tiffert Johnson |